# لوئیس-سیمون بویزوت

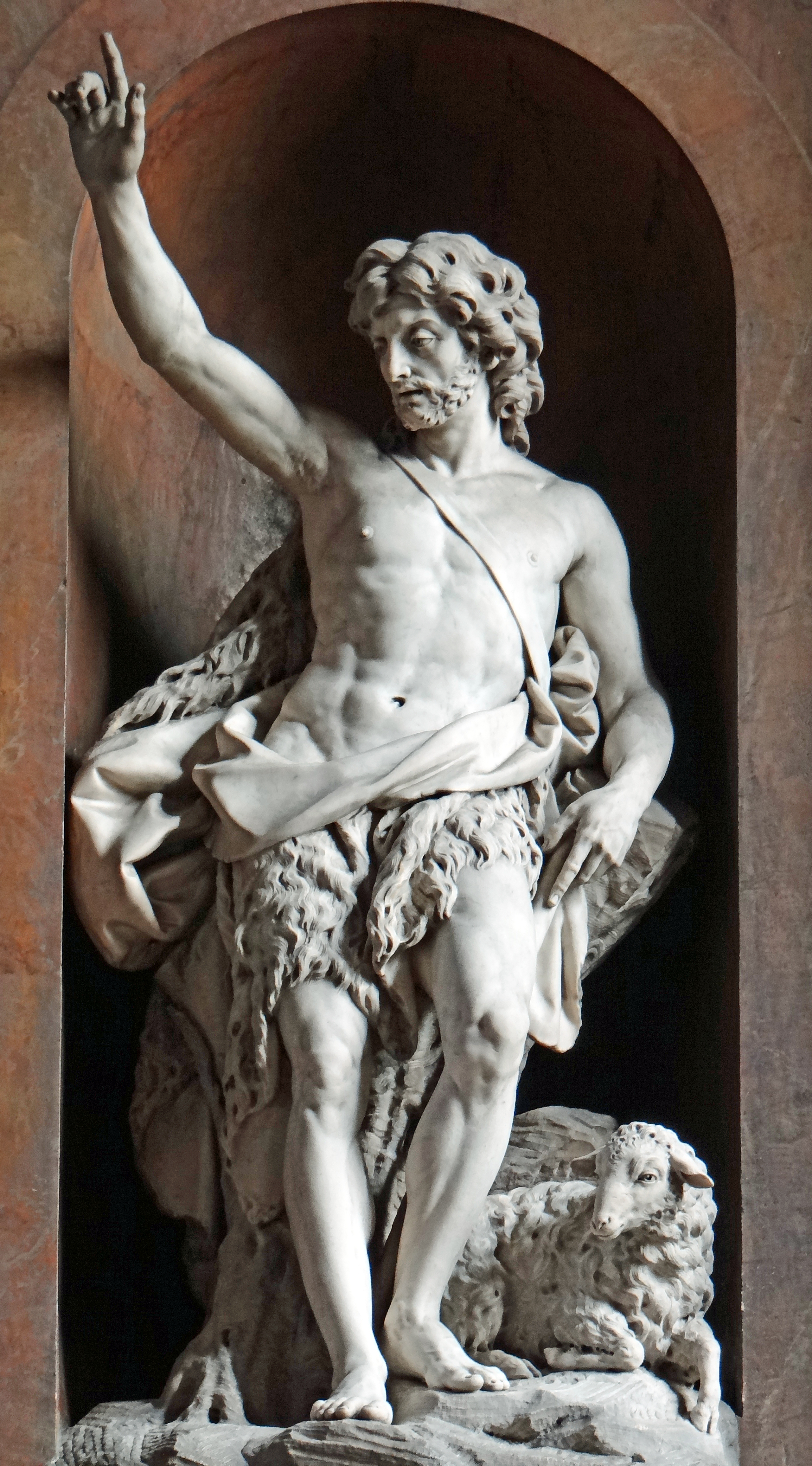
نمایی از مجسمهٔ کارل چهاردهم یوهان اثر لوئیس-سیمون بویزوت

لوئیس-سیمون بویزوت (انگلیسی: Louis-Simon Boizot; ۹ اکتبر ۱۷۳۴ – ۱۰ مارس ۱۸۰۹) مجسمه‌ساز اهل فرانسه بود.
وی همچنین برندهٔ جوایزی همچون جایزه بزرگ رم شده‌است.